# Józef Franciszek Sapieha
Ne doit pas être confondu avec Józef Stanisław Sapieha ou Józef Sapieha (1737-1792).
Pour les articles homonymes, voir Józef Sapieha et Sapieha.
Józef Franciszek Sapieha (1679 – 11 avril 1744 à Pratulin), prince de la famille Sapieha, trésorier de la cour de Lituanie (1713), commissaire plénipotentiaire de la Confédèration de Dzików (pl) (1734).

## Biographie
Józef Franciszek Sapieha est le fils de Franciszek Stefan Sapieha, grand écuyer de Lituanie, maréchal de la Sejm de Grodno et de Anna Krystyna Lubomirska

## Mariage et descendance
Józef Franciszek Sapieha épouse Kristina Branicki, fille de Stefan Mikołaj Branicki (pl). Ils ont pour enfant :
- Teresa Sapieha (1715-1784), épouse de Hieronim Florian Radziwiłł, puis de Joachim Karol Potocki